# كأس ملك إسبانيا 1915
كأس ملك إسبانيا 1915 (بالإسبانية: Copa del Rey de Fútbol 1915) هو الموسم 15 من  كأس ملك إسبانيا. أقيم خلال الفترة 1915 وحتى 2 مايو 2015، وأشرف على تنظيمه الاتحاد الملكي الإسباني لكرة القدم، وكان عدد الأندية المشاركة فيه  4، وفاز فيه أتلتيك بيلباو.

## نتائج الموسم
| المركز | فريق          | لعب | ف | ت | خ | له | عليه | ف.أ | نقاط | ملاحظة |
| ------ | ------------- | --- | - | - | - | -- | ---- | --- | ---- | ------ |
|        | أتلتيك بيلباو |     |   |   |   |    |      |     |      |        |